# Agnorisma bugrai
Agnorisma bugrai (tên tiếng Anh: Collard Dart) là một loài bướm đêm thuộc họ Noctuidae. Loài này phân bố xuyên lục địa, từ miền trung Canada và miền bắc Hoa Kỳ, về phía nam từ Dãy núi Rocky đến Colorado.
Sải cánh dài khoảng 25 mm. Con trưởng thành bay từ tháng 8 đến tháng 9 tùy theo địa điểm.